# Picradeniopsis oppositifolia
Picradeniopsis oppositifolia là một loài thực vật có hoa trong họ Cúc. Loài này được (Nutt.) Rydb. ex Britton miêu tả khoa học đầu tiên.